# Naučná stezka Šibeniční vrch
Naučná stezka Šibeniční vrch je pojmenování naučné stezky ve Slavkovském lese, v CHKO Slavkovský les u Bečova nad Teplou v Karlovarském kraji. V seznamu tras KČT má číslo 9299. Vlastní popraviště je původně dřevěná, dnes kamenná kruhová stavba z 16. století s průměrem 4,8 metru. Jedná se o jednu z mála lokalit v České republice, kde se zachovalo kamenné zdivo šibenice. Při rekonstrukci objektu popraviště byly odkryty kosterní pozůstatky čtyř až pěti osob mužského i ženské pohlaví různého stáří. Hrdelní právo obdržel Bečov již v roce 1399. Prováděly se zde tresty stínáním, oběšením, čtvrcením a později i upalováním. Popravy a mučení zde v 17.–18. století vykonával kat z Jáchymova. Šibenice byla zrušena roku 1765.

## Popis

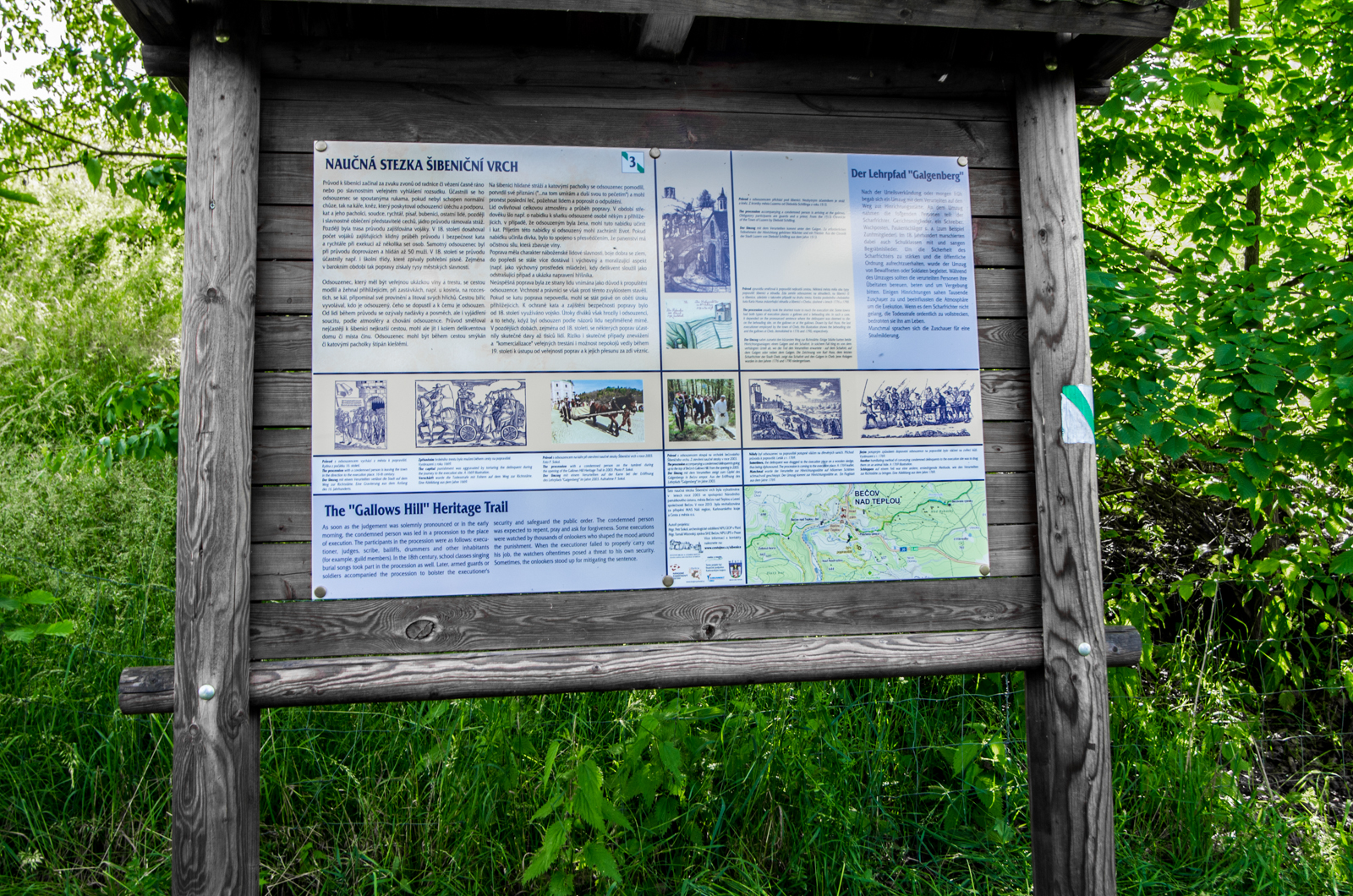
Informační tabule č. 3

Stezka o délce cca 1,5 km je vedena středně náročným terénem s větším převýšením až v závěru trasy, celkové převýšení činí přibližně sto metrů. Začátek stezky je na náměstí v Bečově nad Teplou, konec je u torza kruhového popraviště na Šibeničním vrchu (629 metrů). Na začátku trasa vede kolem  obcházíme kostela svatého Jiří a před Toužimskou ulicí kolem památných lip u fary. Trasa dále vede po zpevněných cestách, později po lesní pěšině.
Na trase naučné stezky je pět informačních tabulí s informacemi o útrpném právu, hrdelním soudu, výkonu hrdelních trestů a trestu oběšením, o průvodu k šibenici, o povolání kata a jeho postavení ve společnosti, o druzích šibenic, o popravách a pohřbívání odsouzených.

## Archeologický výzkum
V roce 2002 provádělo plzeňské pracoviště archeologického oddělení Národního památkového ústavu v prostoru šibenice a okolí archeologický výzkum. Prostor šibenice a bezprostřední okolí je skalnaté, a proto se usuzuje, že k uložení mrtvých těl sloužily prohlubně ve vrcholové části Šibeničního vrchu. Na vytipovaných místech byly odebrány vzorky půdy k provedení fosfátové analýzy. Rozborem bylo zjištěno, že zde půda vykazuje zvýšený obsah fosforu, což nasvědčuje tomu, že zde mohly být ukládány lidské ostatky. S jistotou se to však neví.